# Плаж
Плажът (на френски: plage – наносен морски бряг) е форма на релефа във вид на равни ивици от раздробен твърд материал по брега на водоем. Плажът се образува в резултат на натрупване на наноси. Той може да бъде пясъчен, каменист, чакълен, от черупки от мекотели или коралови водорасли и т.н.  Наносите се утаяват с различна плътност и структура, в зависимост от локалното действие на вълните и времето, създавайки различни текстури, цветове и градиенти или слоеве материал. Най-разпространени и използвани са пясъчните плажове.
В съвремието е прието „плаж“ да се наричат също всякакви места, които са предназначени за печене на слънце, слънчеви бани и т.н. (най-често има шезлонги), обикновено в близост има воден басейн (басейн, езеро, море), но не е задължително.

## Пясъчен плаж
Плаж от едрозърнест до фин пясък в различни цветове се нарича пясъчен плаж. През повечето време тези плажове са кафеникави или бели. Има и плажове с черен (на вулканични острови) и (много рядко) розов пясък. За разлика от плажовете от чакъл или камъни (каменни плажове), пясъчните плажове, особено белите, са важна характеристика за ваканционните курорти и ваканционните хотели. Пясъчните плажове заемат около една трета от глобалните брегови линии. Тези плажове са популярни за отдих, играят важни икономически и културни роли - често движещи местните туристически индустрии. За да подкрепят тези приложения, някои плажове имат създадена от човека инфраструктура, като спасителни постове, съблекални, душове, бараки и барове. Те могат също да имат места за гостоприемство (като курорти, лагери, хотели и ресторанти) наблизо или жилища, както за постоянни, така и за сезонни жители. 
Човешките сили са променили значително плажовете в световен мащаб: прякото въздействие включва лоши строителни практики върху дюни и брегови линии, докато непрякото човешко въздействие включва замърсяване на водата, замърсяване с пластмаса и крайбрежна ерозия от повишаване на морското равнище и климатични промени. Някои практики за управление на крайбрежието са предназначени да запазят или възстановят естествените плажни процеси, докато някои плажове се възстановяват активно чрез практики като плажно хранене.
От вятъра по пясъчните плажове може да се образуват пясъчни дюни. Те осигуряват защита и регенерация на плажа. Тези природни сили обаче са станали по-екстремни поради изменението на климата, променяйки трайно плажовете с много бързи темпове. Някои оценки описват до 50 % от земните пясъчни плажове да изчезнат до 2100 г. поради повишаване на морското равнище, предизвикано от изменението на климата. 

## Отдих и екология
Плажовете са от дълго време популярно място за отдих и туризъм. Особено известни са морските и океански плажове и курорти. Но те не са единствените. Плажни ивици съществуват и край езера и реки. Едни от дейностите, които могат да се извършват на плажа са: загаряне на слънцето, плуване, спортни игри (плажен волейбол, футбол, карти) или да се практикуват водни спортове като сърфинг и водни ски. Разходките по плажната ивица действат отпускащо и тонизиращо, и са особено приятни при горещо време. Друга възможност (особено за децата) е да се изграждат пясъчни фигури и дворци.
Дивите плажове, известни също като неразработени или неоткрити плажове, не са разработени за туризъм или отдих. Запазените плажове са важни биоми с важна роля във водното или морското биоразнообразие, като например места за размножаване на морски костенурки или места за гнездене на морски птици или пингвини. Запазените плажове и свързаната с тях дюна са важни за защита от екстремни метеорологични условия за вътрешните екосистеми и човешката инфраструктура. 

### Най-добрите плажове
Най-добрите плажове за отдих и туризъм отговарят на световния стандарт „Син флаг“, въведен от 1987 г. За да се получи екосертификат „Син флаг“, един плаж трябва да отговаря на редица критерии относно чистотата, управлението на околната среда и организация, образование и информация за околната среда, качество на водата, безопасност за посетителите и услуги, както и за защита на природата, на брега и крайбрежната зона. Броят на плажовете с присъдени Сини флагове зависи пряко от степента на развитие на туризма и интереса към един район или една държава. Пример за това са първенците в класацията – Испания, Гърция, Франция, Турция, Италия, Португалия, които имат най-много флагове. Например в Гърция те са над 500. В България движението „Син флаг“ ежегодно сертифицира плажовете и яхтените пристанища, които отговарят на световните изисквания.
| 1920 г. – 15 плажа - Албена - Аркутино - Бялата Лагуна - Дюни - Дюни Юг - Златни пясъци - Несебър Юг - Поморие Изток - Свети Влас Нов - Слънчев бряг Север - Слънчев бряг Централен - Слънчев бряг Юг - Слънчев ден - Созопол Харманите - Созопол Централен |  | 1921 г. – 13 плажа - Аркутино - Дюни - Дюни Юг - Златни пясъци - Несебър Юг - Поморие Изток - Свети Влас Нов - Слънчев бряг Север - Слънчев бряг Централен - Слънчев бряг Юг - Слънчев ден - Созопол Харманите - Созопол Централен |

Според друг източник най-добрите плажове в България се подреждат в следния ред: 
|  | 1. Слънчев бряг 2. Златни пясъци 3. Поморие 4. Албена 5. Иракли 6. Синеморец 7. Болата 8. Какао 9. Приморско 10. Варна 11. Св. св. Константин и Елена 12. Резово 13. Дюни 14. Каваците 15. Шкорпиловци 16. Свети Влас |

## Флора и фауна
Плажовете са място за обитание за множество малки животни и растения. В пясъчните ивици морските костенурки снасят яйцата си, раците търсят своя улов, а в дюните растат пясъчни лилии.